# Distrito de Jutlandia Septentrional
El distrito de Jutlandia Septentrional (Nordjyllands Amt en danés) era uno de los 16 distritos en que se dividía administrativamente Dinamarca hasta 2006. Comprendía principalmente la parte norte de la península de Jutlandia y la parte oriental de la isla de Vendsyssel. Era el distrito más grande en superficie mas era uno de los menos poblados. Su capital era la ciudad de Aalborg (Ålborg), la cuarta con más habitantes del país.
A partir del 1 de enero de 2007, el distrito fue integrado en la nueva región de Nordjylland, como parte de la reforma administrativa implementada en el país
Estaba compuesto por 27 comunas:
| - Aabybro - Aalborg - Aars - Arden - Brovst - Brønderslev - Dronninglund - Farsø - Fjerritslev - Frederikshavn - Hadsund - Hals - Hirtshals - Hjørring | - Hobro - Læsø - Løgstør - Løkken-Vrå - Nibe - Nørager - Pandrup - Sejlflod - Sindal - Skagen - Skørping - Støvring - Sæby |